# UFA Cinema Palace
L'UFA Cinema Palace (UFA Cinema Palast o UFA Kristallpalast Dresden in tedesco) è un edificio di stile decostruttivista situato a Dresda, in Germania.
È stato progettato dall'architetto austriaco Wolf D. Prix, dello Studio Coop Himmelb(l)au, insieme a Helmut Swiczinsky + Partner, per la Universum Film AG, azienda cinematografica tedesca.

## Storia
Il progetto è stato affidato a Coop Himmelb(l)au nel 1993, ed è iniziato ufficialmente tre anni più tardi, nel 1996.
I lavori nel cantiere a Dresda cominciano l'anno seguente, nel 1997, e proseguono fino al 1998. Nello stesso anno la costruzione viene inaugurata.

## Progetto
Il progetto è di chiaro stampo decostruttivista (come del resto tutte le opere firmate da Coop Himmelb(l)au) e propone il concetto di design urbano di un edificio che diventa spazio pubblico,  essendo situato all'incrocio fra le arterie stradali del centro di Dresda.

## Struttura
La costruzione occupa 6170 metri quadrati, si sviluppa su 2 piani ed è formata da due elementi connessi: il Blocco di Cemento, e il Blocco di Vetro, che lo ricopre come un guscio.
Il primo contiene le 8 sale cinematografiche (di cui 4 interrate) che tutte insieme contano una capienza di 2.600 posti.
Il secondo invece ospita un sistema di rampe e scale che collegano i vari piani ed è dotato di una singolare struttura a doppio-cono che ospita bar e servizi: in questo modo ciò che è nell'edificio diventa visibile anche all'esterno e viceversa, in una sorta di edificio "dentro-fuori" che sostiene un dialogo con la città.

## Riconoscimenti
- European Steel Design Awards 2001